# Будинок на площі Вірменський ринок, 7
Будинок на площі Вірменський ринок, 7 (також будинок Левоновича) — пам'ятка архітектури національного значення у місті Кам'янці-Подільському Хмельницької області (охоронний № 1647). Розташована на площі Вірменський ринок під № 7.

## Історія
У XVI столітті на місці сучасного будинку № 7 були два вірменські будинки, прямокутні у плані, розміром 10×8 м кожний. У XVII столітті ці будинки було розширено у північному напрямку майже вдвічі. Відомо, що в середині XVII століття принаймні один з будинків належав вірменину Якубу (Якову) Левоновичу, про що свідчила табличка з написом «Jakub Lewonowicz A. D. 1646» на стіні будинку (у деяких джерелах вказано 1645 рік). Табличка зникла під час реставрації будинку після Другої світової війни (в інших джерелах — наприкінці XIX століття). Втім, деякі історики вважають будинком Левоновича сусідній будинок № 9, від якого станом на початок XXI століття лишився тільки фундамент.
Станом на другу половину XVII століття ці два будинки були триповерховими, на високому цоколі, а на початку XVIII століття їх об'єднали в одну будівлю. Протягом XVIII—XIX століть цей новий будинок неодноразово перебудовувався і переплановувався. Наприкінці XIX століття до східного фасаду було прибудоване додаткове приміщення, за рахунок чого площа будинку значно збільшилася. У цьому приміщенні облаштували головний вхід до будинку, прикрашений пілястрами і трикутним сандриком.
Наприкінці XVIII століття будинок належав відомій у місті родині Декапралевичів, пізніше власниками будинку були міщани Недобельський, Лесневич, а перед Першою світовою війною — Бронштейн.
Під час Другої світової війни будинок був значно зруйнований, а під час повоєнних реконструкцій майже повністю втратив оригінальний декор.

## Опис
Будинок двоповерховий із підвалами, Г-подібний у плані, складається із двох об'ємів, має три входи. Стіни будинку тиньковані, переважно кам'яні, товщиною 0,8-1,2 м, а у місцях перебудов — цегляні. Головний фасад виходить на південь, на площу, у його лівій частині розташований головний вхід до будинку, облямований пілястрами та увінчаний трикутним сандриком. Пілястри піднімаються до карниза другого поверху і завершуються аналогічним сандриком. Вікна прямокутні, облямовані простими тинькованими лиштвами. Підвали мають коробове перекриття із розпалубками, у місцях останніх реконструкцій перекриті ребристими залізобетонними плитами, міжповерхові перекриття — пласкі. На північному фасаді розташовані ажурні ковані ґвинтові сходи, що ведуть до балкону на другому поверсі.